# Ouderraad
Er bestaan twee vormen van een ouderraad: de ouderraad in het primair onderwijs, en de ouderraad in het middelbaar beroepsonderwijs.

## Ouderraad in het primair onderwijs
In het basisonderwijs kennen de meeste scholen ook een ouderraad (OR). Dit is een zelfstandige vereniging die in overleg met de school buitenschoolse activiteiten organiseert. De OR kan de vorm aannemen van een vereniging waar alle ouders lid van zijn, of van een stichting. Een ouderraad is geen verplichting op school en is daarom ook niet vastgelegd in een wet. Toch zijn er een aantal taken die gebruikelijk bij een ouderraad horen:
- Organiseren van activiteiten in en buiten de school voor de kinderen
- Vaststellen van de hoogte en besteding van de vrijwillige ouderbijdrage[2]
- Gevraagd en ongevraagd adviseren van de medezeggenschapsraad op school en de schooldirectie
- Het organiseren van een (jaarlijkse) ouderavond
- Bemiddeling tussen ouders en de school

## Ouderraad in het middelbaar beroepsonderwijs
In de ouderraad van het mbo krijgen ouders de kans om te overleggen met het bevoegd gezag van de school en invloed uit te oefenen op het te voeren beleid door het bevoegd gezag. Op deze scholen zijn nog twee inspraakorganen aanwezig: de studentenraad en de ondernemingsraad. Ten minste één keer per jaar is het bevoegd gezag verplicht om in een gezamenlijke vergadering met de drie raden de gang van zaken op de school te bespreken. Een school is slechts verplicht om een ouderraad in te stellen als ten minste 25 leerlingen en/of hun ouders het bevoegd gezag hierom verzoeken. Een studentenraad en een ondernemingsraad zijn wel altijd verplicht.
Bij scholen in het primair en voortgezet onderwijs is de inspraak geregeld door de medezeggenschapsraad, die in feite een combinatie is van de drie voornoemde raden. De enige uitzondering hierop zijn VMBO's die die onderdeel zijn van een scholengemeenschap die bestaat uit een samenvoeging van een school voor voortgezet onderwijs en een ROC (in praktijk meestal een ROC met VMBO-basis of VMBO-kader), op dergelijke VMBO-scholen ontbreekt een medezeggenschapsraad. De oudergeleding van de medezeggenschapsraad van een dergelijke VMBO die aanwezig was vóór de samenvoeging met het ROC wordt van rechtswege omgezet in de ouderraad.
Een ouderraad zal altijd proberen de belangen van de leerlingen en hun ouders zo goed mogelijk te behartigen. De werkwijze, rechten en verplichtingen worden vastgelegd in een medezeggenschapsstatuut. Dat statuut geldt ook tegelijk voor de studentenraad en de ondernemingsraad. Onderwerpen waar een ouderraad zich mee bezig kan houden zijn:
- mee te denken met het dagelijks bestuur over het te volgen beleid van de school
- feedback te geven aan de oudervertegenwoordiging in de medezeggenschapsraad
- De school te adviseren (gevraagd of ongevraagd)
- Onderzoek onder ouders organiseren over bepaalde onderwerpen (drugs, MSN, de koers van de school)
- meedenken over onderwijskundige ontwikkelingen (bijvoorbeeld docentenschaarste, internet en privacy)
- het stimuleren van activiteiten die bijdragen aan een goed schoolklimaat zoals sport- en culturele evenementen, studiereizen en schoolfeesten

In Nederland is de ouderraad wettelijk geregeld in de Wet Educatie en Beroepsonderwijs.